# Vällämäe Küläjärv
Vällämäe Küläjärv (est. Küläjärv (Vällämäe Küläjärv, Vällamäe Külajärv, Suur Rauba järv)) – jezioro w Estonii, w prowincji Valgamaa, w gminie Haanja. Należy do pojezierza Haanja (est. Hannja järved). Położone jest na zachód od wsi Mäe-Tilga. Ma powierzchnię 4,4 ha linię brzegową o długości 1110 m, długość 360 m i szerokość 175 m. Na jeziorze znajduje się jedna wyspa o powierzchni 0,12 ha. Sąsiaduje m.in. z jeziorami Kirbu, Mäe-Tilga, Mäe-Tilga Kogrõjärv, Hanija, Vällämäe Peräjärv, Tammsaarõ. Położone jest na terenie obszaru chronionego krajobrazu Haanja (est. Haanja looduspark). Jezioro zamieszkują m.in.: szczupak,  płoć, okoń, miętus, lin.